# Biosfera Waterberg
Waterberg (severna sotščina Thaba Meetse) je gorski masiv s površino približno 654.033 hektarjev v severni provinci Limpopo v Južni Afriki. Povprečna višina gorovja je 600 m, nekaj vrhov pa se dviga do 2000 m nadmorske višine. Mesto Vaalwater je severno od gorovja. Obsežno skalno formacijo je oblikovalo več sto milijonov let rečne erozije, kar je ustvarilo raznoliko reliefno obliko osamelcev in pečin. Ekosistem lahko opišemo kot suh listopadni gozd ali Bushveld. V Waterbergu so arheološke najdbe iz kamene dobe, v bližini pa so zgodnje evolucijske najdbe, povezane z izvorom človeka.
Waterberg (Thaba Meetse) je prva regija v severnem delu Južne Afrike, ki jo je UNESCO razglasil za biosferni rezervat.

## Geologija
Spodnja kamninska formacija izvira iz kratona Kaapvaal, ki je nastal kot predhodni otok pred približno 2,7 milijarde let. Ta skorja je postala osnova Waterberga, ki se je nadalje preoblikoval z navzgor usmerjenim izrivanjem magmatskih kamnin. Te izrinjene kamnine, ki vsebujejo minerale, kot sta vanadij in platina, se imenujejo magmatski kompleks Bushveld. Prvotni obseg tega izrivanja kamnin je obsegal približno 250.000 kvadratnih kilometrov in se včasih imenuje superskupina Waterberg.
Sedimentno odlaganje iz rek, ki so prečkale Waterberg, se je nadaljevalo do pred približno 1,5 milijarde let. V novejšem času (pred približno 250 milijoni let) se je kraton Kaapvaal trčil s supercelino Gondvano in razdelil Gondvano na njene današnje celine. Waterberg danes vsebuje mizaste gore, klife in nekaj osamelcev. Nekateri klifi se dvigajo do 550 metrov nad ravninami, z izpostavljenim večbarvnim peščenjakom.

## Zgodovina
Peščenjakove formacije so lahko zadržale dovolj podtalnice, da so ustvarile primerno okolje za primitivnega človeka. Previsi klifov so tem zgodnjim ljudem nudili naravna zavetja. Prvi človeški predniki so morda živeli v Waterbergu že pred tremi milijoni let, saj so v 40 kilometrov oddaljenem Makapansgatu našli okostja Australopithecus africanus. Hogan meni, da se je Homo erectus, čigar ostanki so bili prav tako odkriti v Makapansgatu, »morda namerno preselil v višja območja Waterberga zaradi poletnega (od decembra do marca) lova«.
Grmičarji so v Waterberg vstopili pred približno dva tisoč leti. V Lapalali znotraj Waterberga so ustvarili skalne poslikave, vključno z upodobitvami nosoroga in antilope. Naseljenci iz zgodnje železne dobe v Waterbergu so bili Bantujci, ki so v regijo pripeljali govedo. Bantujci so v Waterbergu ustvarili težavo, saj je zmanjšanje števila travnikov zaradi goveda povzročilo vdor grmičastih vrst, kar je vodilo do izbruha muhe cece. Zaradi epidemije spalne bolezni so ravnice izpraznile, toda na višjih nadmorskih višinah je človek preživel, saj muha ne more preživeti nad 600 metri.
Kasneje so ljudje zapustili prve artefakte iz kamene dobe, odkrite na severu Južne Afrike. Približno od leta 1300 n. št. so naseljenci Nguni prispeli z novimi tehnologijami, vključno z možnostjo gradnje suhozidov, ki so jih nato uporabili za dodajanje obrambnih objektov njihovim utrdbam iz železne dobe, od katerih so se nekateri ohranili do danes. Arheologi še naprej izkopavajo v Waterbergu, da bi osvetlili kulturo Nguni in z njo povezano suhozidno arhitekturo.
Prvi beli naseljenci so v Waterberg prispeli leta 1808, prvi naravoslovec Šved pa se je pojavil tik pred sredino 19. stoletja. Okoli sredine 19. stoletja se je skupina Afrikanerjev odpravila iz Cape Towna iskat Jeruzalem. Ko so prispeli v Waterberg, so napačno ocenili razdaljo in mislili, da so dosegli Egipt.
Po bojih med burskimi naseljenci in pripadniki plemen so rase sobivale do približno leta 1900. Buri so prinesli še več paše živine in s tem pomnožili vpliv avtohtonih plemen. Do začetka 20. stoletja je bilo v zahodnem delu Waterberga ocenjenih 200 prebivalcev, izguba travinja pa je začela močno vplivati na populacije avtohtonih prostoživečih živali.

## Ekologija
V biosferi Waterberg je več podhabitatov, ki je v osnovi suh listopadni gozd; po Hoganu: »Ti podhabitati vključujejo savano na visoki planoti, specializiran sistem senčne vegetacije klifov in habitat obvodnega pasu s pripadajočimi močvirji«.

### Rastlinstvo in živalstvo
Savana je sestavljena iz valovitih travnikov in pollistopadnega gozda z drevesi, kot so Kirkia wilmsii, Terminalia sericea in sivka. Krošnja je v suhi zimi večinoma brez listov. Med avtohtone trave spadajo Brachiaria decumbens, Eleusine indica in trava z vresjem. Avtohtone trave zagotavljajo pašo za podporo avtohtonim vrstam, vključno z impalo, kudujem, antilopo Oreotragus oreotragus in črnorepim gnujem. Nekateri habitati Pachypodium so zlasti v izoliranih formacijah osamelcev.
Drugi avtohtoni sesalci so žirafa, beli nosorog in bradavičarka. Med kačami sta črna mamba in pljuvajoča kobra. Leta 1905 je Eugene Marais preučeval te kače v Waterbergu. Med opaženimi pticami sta črnoglava oriola (Oriolus larvatus) in belohrbti jastreb (Gyps africanus). Med plenilci so leopard, lisasta hijena in lev.
Vegetativni habitati na pečinah so v Waterbergu bogati zaradi obsežne zgodovinske rečne erozije. Afriški ježevec (Hystrix cristata) uporablja zaščito teh jam na pečinah. Nekatera drevesa se oklepajo pečin, vključno s Albizia tanganyicensis , ki ima luščeče se lubje, ki visi z njihovih debelih debel. Drugo drevo v tem habitatu je Vachellia xanthophloea (mrzlično drevo), za katerega Grmičarji verjamejo, da ima posebno moč, da omogoča komunikacijo z mrtvimi. Najdemo ga na pečinah nad reko Palala, vključno z enim mestom, ki se uporablja za prazgodovinske obrede, kjer so tudi nekatere nedotaknjene skalne poslikave.
Obrežna območja so povezana z različnimi rekami, ki prečkajo Waterberg. Vse te površinske vode se izlivajo v reko Limpopo, ki teče proti vzhodu in se izliva v Indijski ocean. Rečna vrba (Combretum erythrophyllum) je obvodno drevo v tem habitatu. Ta obvodna območja ponujajo habitat za ptice, plazilce in sesalce, ki potrebujejo več vode kot vrste na planoti. Rečna območja naseljujeta glavni plenilec nilski krokodil in veliki povodni konj. V teh vlažnih habitatih je zmanjšano število žuželk, ki živijo v vodi, zato Waterberg velja za območje skoraj brez malarije.

## Upravljanje zemljišč
Leta 2006 je na planoti Waterberg, ki je del okrožja Bushveld v provinci Limpopo v Južni Afriki, živelo približno 80.000 ljudi. Potem ko je paša goveda sredi 20. stoletja povzročila ekološko opustošenje, so se lastniki zemljišč v regiji zavedali koristi obnove habitata, da bi privabili in zaščitili prvotne vrste antilop, belih nosorogov, žiraf, povodnih konjev in drugih vrst, katerih število se je v obdobju intenzivne paše goveda zmanjšalo.
Vzpon ekoturizma je spodbudil zanimanje za prakse ohranjanja tal, da bi obnovili prvotne vrste trav v planoti Waterberg. Potrebne prakse upravljanja zemljišč so drage, vendar lastniku zemljišča povrnejo dodano vrednost v habitatu prostoživečih živali. Obstaja tudi trend večjih kmetij in odprtih prostorov, kar ima za posledico prednost odstranitve ograj. Ta rezultat ne koristi le migracijam velikih sesalcev, temveč prinaša tudi izboljšan genski sklad.

## Zavarovano območje

### UNESCO-ov biosferni rezervat Waterberg
Biosferni rezervat Waterberg je bil razglašen leta 2001. Njegova skupna površina je 654.033 hektarjev.] Narodni park Marakele je na zahodnem robu biosfernega rezervata.
Rezervat divjadi Welgevonden pokriva 37.500 hektarjev planote.
Rezervat divjadi Kololo pokriva 3000 hektarjev, del tega je v zasebnem rezervatu divjadi Welgevonden, del pa je popolnoma zaščiten.
Naravni rezervat divjine Lapalala, severno od Melkrivierja, pokriva približno 48.000 hektarjev in je največji zasebni rezervat divjadi v Waterbergu in provinci Limpopo.